# La nao Capitana
La nao Capitana es una película española de drama histórico estrenada en 1947, dirigida por Florián Rey y protagonizada en los papeles principales por Manuel Luna, Jesús Tordesillas, Jorge Mistral y Paola Barbara.
Está basada en la novela homónima del escritor Ricardo Baroja.
La crítica la consideró mediocre y anticuada, con una puesta en escena aburrida y con un guion lento y música pobre.

## Sinopsis
La nao Capitana es una navío que parte de Sevilla con rumbo a las Antillas. Entre sus pasajeros se encuentran don Antonio, su mujer Estrella y sus hijas Trinidad y Leonor. En pleno viaje en alta mar, la tripulación sorprende a un polizón a bordo, un morisco que confiesa estar enamorado de Estrella. El morisco además se encuentra confabulado con piratas ingleses. No obstante fracasará en su plan de sublevar a la tripulación, por lo que será juzgado y ejecutado.

## Reparto
- Paola Barbara como Doña Estrella
- Manuel Luna como El Polizón
- José Nieto como Capitán Diego Ruiz
- Raquel Rodrigo como Doña Leonor
- Jorge Mistral como Martín Villalba
- Rafael Calvo como Fray Gutiérrez
- Dolores Valcárcel como Doña Trinidad
- Fernando Fernández de Córdoba como Fray José
- Jesús Tordesillas como Don Antonio
- José María Lado como Maestre Barrios
- Manuel Dicenta como Martín López
- Nicolás Perchicot como Fraile
- José Jaspe como Marinero
- Manuel Requena como Profesor de esgrima
- Nati Mistral como Cantante Paso del Ecuador
- José Prada como Juan Romero
- Fernando Aguirre
- Mariano Alcón como Luis Baeza / Enviado del corregidor
- Juan Catalá
- Francisco Cejuela
- Eduardo Fajardo como Soldado
- Casimiro Hurtado como Juan Romero
- Santiago Rivero como Sargento
- Conrado San Martín como Soldado
- Pablo Álvarez Rubio

## Premios
Tercera edición de las Medallas del Círculo de Escritores Cinematográficos
| Categoría              | Nominados         | Resultado |
| ---------------------- | ----------------- | --------- |
| Mejor actor secundario | Jesús Tordesillas | Ganador   |
| Mejor fotografía       | Manuel Berenguer  | Ganador   |